# Mai Văn Phát
Mai Văn Phát (1917-1997) là một danh sư võ thuật người Việt Nam, chưởng môn sáng tổ võ phái Trung Sơn Võ đạo. Ông còn là một tu sĩ Phật giáo với pháp danh là Thích Thiện Tánh, từng là trụ trì chùa Long Hoa.

## Thân thế cuộc đời
Ông sinh năm 1917 tại làng Thuận Hưng, tổng Định Mỹ, quận Thốt Nốt, tỉnh Long Xuyên (ngày nay thuộc phường Thuận Hưng, quận Thốt Nốt, thành phố Cần Thơ). Vào năm 1929, khi 12 tuổi, ông được gia đình đưa lên chùa Hải Sơn ở núi Thất Sơn theo ông Huỳnh Trí Đức - pháp danh Thích Thiện Hoa, bộ tướng của Nguyễn Trung Trực - để tu học thiền và tập võ.
Năm 1934, sau hơn mười năm rèn luyện võ, đạo, ông được sư phụ khuyên nên trở về nhà đem sở học của mình giúp đời. Năm 1936 khi ở Cần Thơ, ông gặp được lão võ sư người Hoa Hia Them và được lão võ sư đưa qua Trung Hoa truyền thụ võ thuật trong sáu năm. Năm 1942 võ sư trở lại Việt Nam và năm 1943, bắt đầu mở mang ngành võ thuật tại Châu Đốc nhưng gặp thời buổi khó khăn nên sự phát triển phải trải qua nhiều giai đoạn thử thách . Từ năm 1945, Mai Văn Phát phải tha phương hành đạo với hoài bão phát triển ngành Võ thuật Việt Nam. Năm 1963, ông về Sài Gòn, trở thành hòa thượng trụ trì tại chùa Long Hoa. 

## Võ nghiệp
Năm 1964, võ sư Mai Văn Phát lập võ đường Trung Sơn, sau đổi thành Trung Sơn Võ Đạo Việt Nam.
Năm 1969, ông cùng với một số võ sư có tâm huyết với nền võ thuật Việt Nam tham gia vận động thành lập Tổng cục Quyền thuật Việt Nam và sau đó, ông trở thành Chủ tịch Tổng hội Võ thuật Việt Nam một nhiệm kỳ.
Sau 30 tháng 4 năm 1975, võ thuật bị cấm hoạt động công khai. Giữa thập niên 1980, khi hoạt động võ thuật được khôi phục lại, võ sư đã sớm tham gia. Năm 1989 ông được đề cử giữ chức Trưởng ban cố vấn Liên đoàn Võ thuật Cổ truyền Việt Nam.
Năm 1997, võ sư viên tịch, hưởng thọ 80 tuổi.

## Thông tin thêm
Theo trả lời phỏng vấn của võ sư Mai Văn Phát, trong sự nghiệp của mình võ sư đã từng thượng đài một số lần. Ở Châu Đốc hai lần toàn thắng, ở Nam Vang hai lần một thắng một hòa và ở Cờ Đỏ Long Xuyên võ sư từng đấu nhiều trận trong những dịp lễ.